# Spartina densiflora
Spartina densiflora és una espècie herbàcia, fanerògama, perenne de la família de les Poaceae. És originària de la costa sud de Sud Amèrica, on es troba en aiguamolls salins. Es tracta d'una espècie invasora introduïda a la costa mediterrània i a la costa oest dels Estats Units
Arreu del territori espanyol està catalogada com a espècie exòtica invasora. Entre altres, això implica que està prohibit comercialitzar-la i introduir-la al medi natural. Tampoc es poden reintroduir exemplars que hagin estat extrets de la natura.

## Descripció
És una planta herbàcia perenne que normalment no presenta rizomes. Creix de forma vertical formant mates denses de tiges primes que poden arribar el metre i mig d'alçada. Té unes fulles allargades, llargues i estretes de color verd grisós que es caragolen cap a endins, especialment les noves. La inflorescència és un conjunt de branquetes juntes molt denses en forma de punxa que poden fer fins a 30 centímetres de llarg. Les flors no tenen color i les branquetes acaben en uns filaments en forma de pèls. Estudis recents han demostrat que l'espècie S. densiflora seria un híbrid natural (alloheptaploide) entre una espècie tetraploide emparentada amb S.arundinacea i una d'hexaploide semblant a S. alterniflora, totes dues pertanyents a la flora d'Amèrica del Sud.

## Espècie invasora
La planta té un impacte molt negatiu en els aiguamolls que colonitza, ja que produeix canvis en la xarxa de drenatge, produeix una pèrdua d'hàbitat i de biodiversitat. També s'han assenyalat però aspectes beneficiosos de les invasions de Spartina pel que fa a estabilització de sediments costaners. A més, es tracta d'una espècie molt competitiva que desplaça les espècies autòctones.
A la costa mediterrània té una forta implantació als aiguamolls d'Andalusia i Múrcia.